# Referèndum del Kirguizstan de 2003
El 2 de febrer de 2003 es va celebrar un doble referèndum al Kirguizstan, organitzat pel president del país Askar Akayev arran les protestes ocorregudes en 2002. Es preguntava als votants per la ratificació o revocació del mandat presidencial d'Akayev (fins a 2005) i si aprovaven una sèrie d'esmenes constitucionals. En tots dos referèndums, el "Sí " va guanyar per un ampli marge enmig d'acusacions de frau.